# Martin Lambie-Nairn
Martin John Lambie-Nairn, né à Croydon le 5 août 1945 et décédé à Londres le 25 décembre 2020, est un graphiste et animateur britannique. Il était connu pour avoir créé le logo original de Channel 4 et les idents et bumpers de l'homme masqué de la TSI.

## Autres sites Web
- National Portrait Gallery Sitting

- Ressource relative aux beaux-arts :   - National Portrait Gallery
- Ressource relative à l'audiovisuel :   - IMDb
- Notices d'autorité :   - VIAF
  - ISNI
  - LCCN
  - Pays-Bas
  - Israël